# Boa Vista (Roraima)
Boa Vista is een gemeente in Brazilië en de hoofdstad van de noordelijkste deelstaat Roraima.
De stad ligt in het zuiden van het Hoogland van Guyana op de rechteroever van de Rio Branco. Boa Vista is gesticht in 1890 en werd in 1943 de hoofdstad van Roraima. Het is de enige Braziliaanse hoofdstad die geheel boven de evenaar ligt.
Bestuurlijk gezien valt Boa Vista onder de gelijknamige microregio, de mesoregio Norte de Roraima, de deelstaat Roraima en de regio Noord. De gemeente telde 413.486 inwoners bij de schatting van het IBGE in 2022 op een oppervlakte van 5.687,037 km², waarmee de bevolkingsdichtheid zo'n 72,71 inwoners per vierkante kilometer bedroeg. Dat was bijna twee derde van de bevolking van Roraima.
De plaats is zetel van het rooms-katholieke bisdom Roraima.

## Aangrenzende gemeenten
De gemeente grenst aan Amajari, Alto Alegre, Bonfim, Cantá, Mucajaí, Normandia en Pacaraima.

## Sport
Het staatskampioenschap (voetbal) wordt gedomineerd door clubs uit Boa Vista: Atlético Roraima, Baré en São Raimundo zijn de succesvolste clubs, op nationaal niveau stellen ze echter niets voor.

## Geboren
- Suely Campos (1953), gouverneur van Roraima
- Thiago Maia (1997), voetballer